# Volvo V40 II
Pour le break Volvo V40 I vendu de 1995 à 2004, voir Volvo S40/V40 I.
La Volvo V40 II est une voiture compacte 5 portes du constructeur automobile suédois Volvo produite de 2012 à 2019.

## Histoire
Elle est produite en Belgique, à l'usine de Gand. Racheté en mars 2010 par le constructeur chinois Geely, Volvo affirme son positionnement premium avec une V40 ciblant directement les Audi A3 Sportback, BMW Série 1 et Mercedes-Benz Classe A. Elle remplace la berline S40, sa version break (5 portes) V50 ainsi que la C30.
La V40 possède un airbag piéton, une première mondiale,.
Le 18 juillet 2019, la dernière V40 a été produite dans l'usine de Gand : celle-ci est envoyée au Musée Volvo à Göteborg en Suède
La V40 est entrée en production au mois de mai 2012 et est vendue depuis juillet 2012. Les versions V40 Cross Country et R-Design ont été présentées lors du Mondial de l'automobile de Paris en octobre 2012.
En 2016, la V40 est restylée. Sa version dévoilée au Salon de Genève 2016 présente des phares à éclairage diurne en « T » (marteau de Thor), nouvelle signature visuelle introduite par le XC90 II en 2014, ainsi que des possibilités de personnalisation supplémentaires. Les motorisations n'évoluent pas lors de ce restylage.
La production de ce modèle s'arrête le 18 juillet 2019, avec une ultime série spéciale Signature. Cette date marque la fin de l'héritage technique Ford au sein de Volvo, la V40 étant alors le dernier modèle de la marque en production à utiliser un châssis Ford (basé sur la plateforme C1).

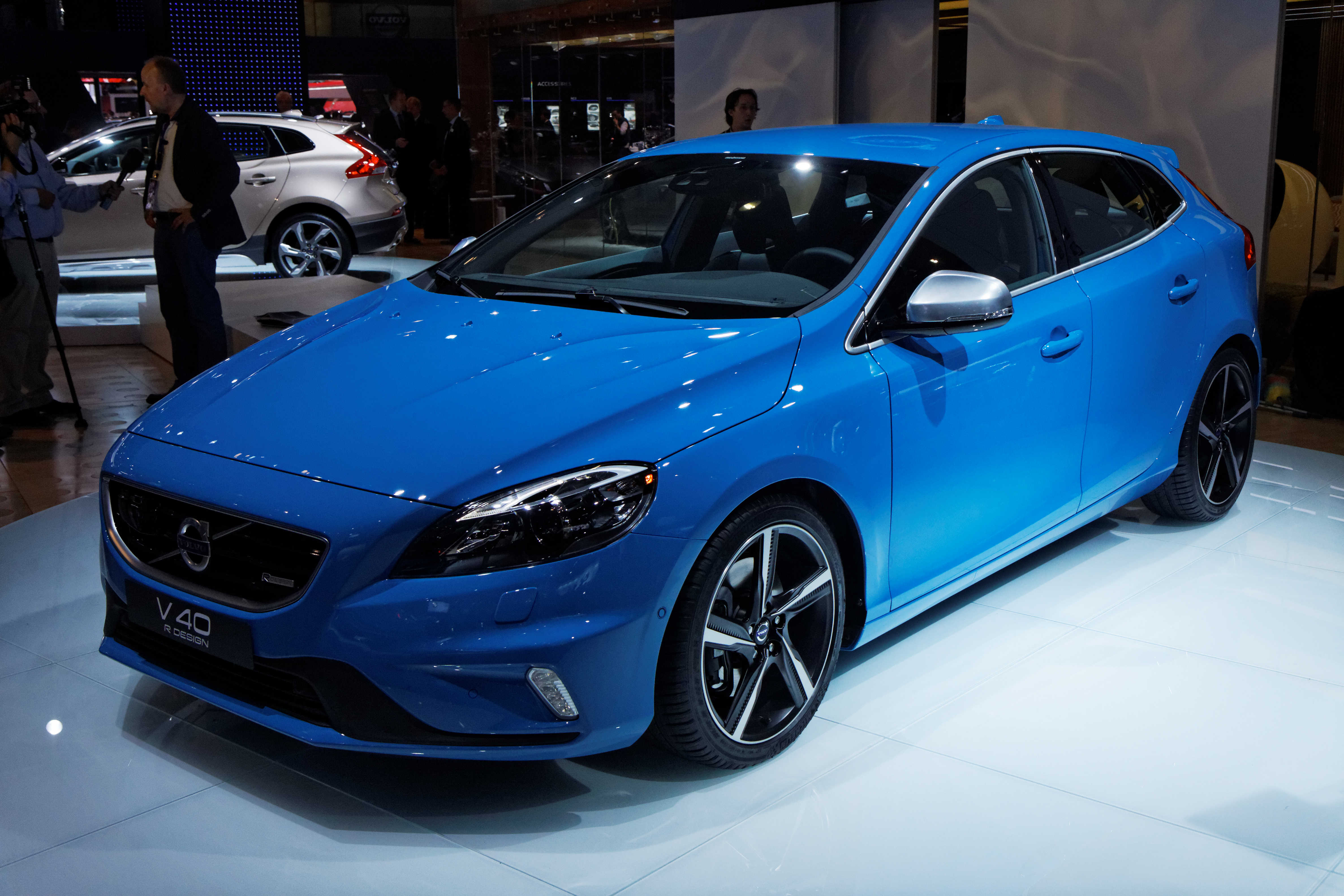
Volvo V40 II (2012 - 2016)
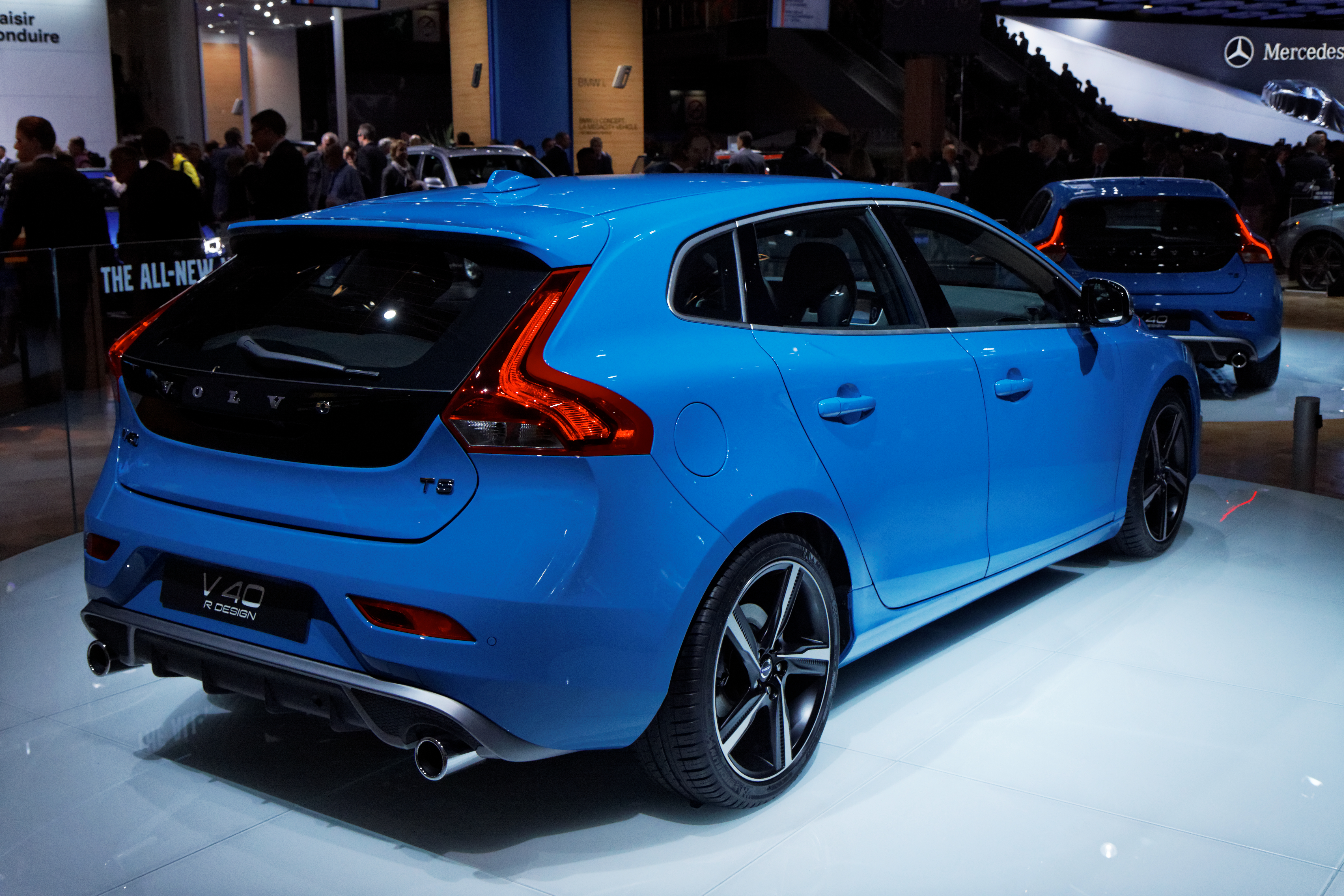
Volvo V40 II (2012 - 2016)
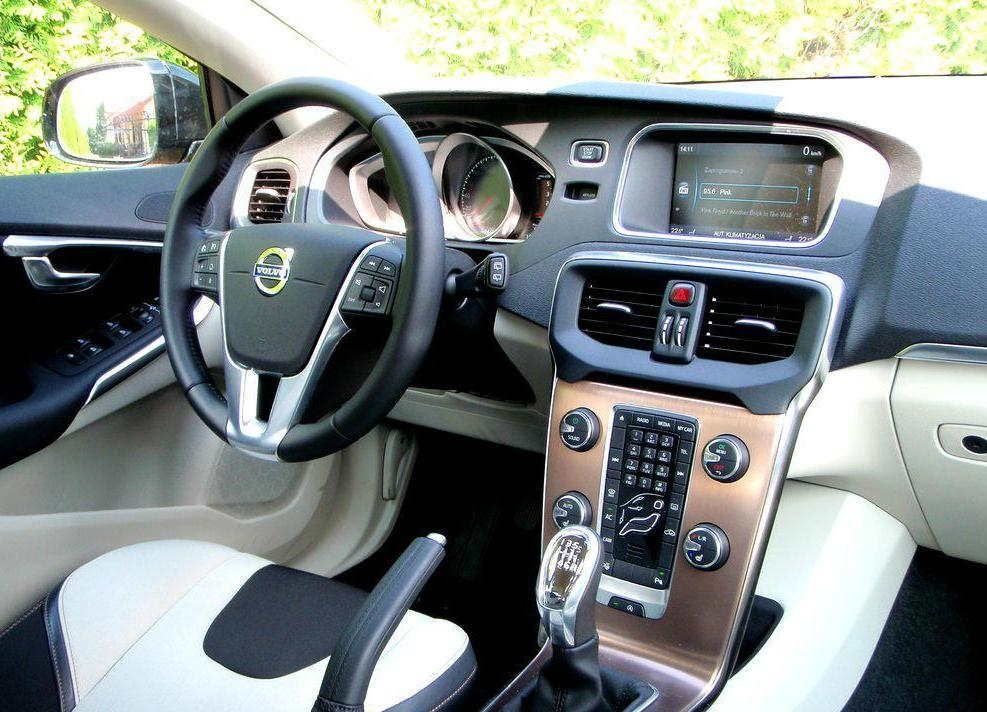
Tableau de bord

## Motorisations
La gamme de moteurs est réalisée à partir de modèles Volvo existants :
- de 2012 à 2014 : Deux moteurs essence, un 1,6 litre EcoBoost I4 produisant 120, 150 et 180 ch, en fonction des spécifications et un 2,5 litres Volvo (dernière évolution du T5) produisant 254 ch. Deux moteurs Diesel, un 1,6 litre Ford Duratorq, qui produit 115 ch émettant 88 g de CO2/km[4], un 2,0 litres 5 cylindres Volvo, développant 150 ch (D3) ou 177 ch (D4).

- de 2014 à 2016 : Deux moteurs essence, un 1,6 litre EcoBoost I4 produisant 120, 150 et 180 ch, en fonction des spécifications et un 2,0 litres Volvo (VEA) produisant 245 ch. Trois moteurs Diesel, un 1,6 litre Ford Duratorq, qui produit 115 ch émettant 88 g de CO2/km[4], un 2,0 litres 5 cylindres Volvo développant 150 ch (D3) [5] et d'un 2,0 litres (Volvo VEA) 4 cylindres de 190 ch (D4).
- de 2016 à la fin: Pour la phase 2, les motorisations ont changé, en ne proposant que des moteurs d'origine Volvo. Deux essences, un 1,5 litre en 122 ou 152 ch et un 2,0 litres en 122, 152 ou 245 ch. Un seul moteur Diesel de 2,0 litres en 120, 150 ou 190 ch.

## Finitions
- Kinetic
- Momentum
- R-Design
- Summum
- Xénium (non disponible en Belgique)
- Effektiv Line (À partir de 2015)[6]
- Carbon Edition

### À partir du millésime 2017
- Kinetic
- Momentum
- R-Design
- Inscription
- Inscription Luxe
- Edition
- Signature Edition

## Caractéristiques techniques année-modèle 2015
|                                       | V40 D2                                                              | V40 D3                                                              | V40 D4 VEA                                                          | V40 T2                             | V40 T3                             | V40 T4                             | V40 T5 VEA                         |
| ------------------------------------- | ------------------------------------------------------------------- | ------------------------------------------------------------------- | ------------------------------------------------------------------- | ---------------------------------- | ---------------------------------- | ---------------------------------- | ---------------------------------- |
| Moteur                                | Turbo Diesel 4 cylindres en ligne Injection directe à rampe commune | Turbo Diesel 5 cylindres en ligne Injection directe à rampe commune | Turbo Diesel 4 cylindres en ligne Injection directe à rampe commune | 4 cylindres en ligne Turbo Essence | 4 cylindres en ligne Turbo Essence | 4 cylindres en ligne Turbo Essence | 4 cylindres en ligne Turbo Essence |
| Cylindrée                             | 1 560 cm3                                                           | 1 984 cm3                                                           | 1 969 cm3                                                           | 1 596 cm3                          | 1 596 cm3                          | 1 596 cm3                          | 1 969 cm3                          |
| Puissance maxi à tr/min               | 115 ch 3 600                                                        | 150 ch 3 500                                                        | 190 ch 4 250                                                        | 120 ch 5 700                       | 150 ch 5 700                       | 180 ch 5 700                       | 245 ch 5 500                       |
| Couple maximal à tr/min               | 270 N m 1 750 à 2 500                                               | 350 N m 1 500 à 2 750                                               | 400 N m 1 750 à 2 500                                               | 240 N m 1 600 à 4 000              | 240 N m 1 600 à 4 000              | 240 N m 1 600 à 5 000              | 350 N m 1 500 à 4 800              |
| Masse                                 | 1 366 kg auto: 1 424 kg                                             | 1 477 kg auto. : 1 498 kg                                           | 1 464 kg auto. : 1 486 kg                                           | 1 367 kg                           | 1 368 kg                           | 1 375 kg auto. : 1 414 kg          | 1 460 kg                           |
| Vitesse maxi (km/h)                   | 190                                                                 | 210 auto. : 205                                                     | 230                                                                 | 195                                | 210                                | 225                                | 240                                |
| Accélération de 0 à 100 km/h          | 12,3 s auto. : 12,4 s                                               | 9,6 s auto. : 9,3 s                                                 | 7,4 s auto. : 7,2 s                                                 | 9,9 s                              | 8,8 s                              | 7,7 s auto. : 8,5 s                | 6,3 s                              |
| Consommation l/100km Moyenne pondérée | 3,4 auto. : 3,9                                                     | 4,3 auto. : 5,2                                                     | 3,3 auto. : 4,2                                                     | 5,3                                | 5,3                                | 5,5 auto. : 6,1                    | 5,9                                |
| Emissions CO2 (g/km)                  | 88 auto. : 102                                                      | 114 auto. : 136                                                     | 85 auto. : 109                                                      | 124                                | 124                                | 129 auto. : 143                    | 137                                |

CI-CONTRE : Moteurs supprimés à partir de 2014 :
|                                       | V40 D4 (5 cyl)                                                      | V40 T5 (5 cyl)                     |
| ------------------------------------- | ------------------------------------------------------------------- | ---------------------------------- |
| Moteur                                | Turbo Diesel 5 cylindres en ligne Injection directe à rampe commune | Turbo Essence 5 cylindres en ligne |
| Cylindrée                             | 1 984 cm3                                                           | 2 497 cm3                          |
| Puissance maxi à tr/min               | 177 ch 3 500                                                        | 254 ch 5 400                       |
| Couple maximal à tr/min               | 400 N m 1 750 à 2 750                                               | 360 N m 1 800 à 4 200              |
| Masse                                 | 1 477 kg auto. : 1 498 kg                                           | 1 468 kg                           |
| Vitesse maxi (km/h)                   | 220 auto. : 215                                                     | 250                                |
| Accélération de 0 à 100 km/h          | 8,3 s auto : 8,6 s                                                  | 6,1 s                              |
| Consommation l/100km Moyenne pondérée | 4,9 auto. : 5,3                                                     | 8,1                                |
| Emissions CO2 (g/km)                  | 128 auto. : 139                                                     | 189                                |

## Volvo V40 Cross Country
Il s'agit d'une version rehaussée de la Volvo V40 avec des panneaux de protection de carrosserie latérales, avant et arrière. Ses plus puissantes variantes à essence (T4 et T5) sont disponibles en transmission intégrale.

### Finitions
- Kinetic
- Momentum
- Summum
- Ocean Race
- Xénium
- Överstat Edition

### Caractéristiques techniques année-modèle 2015
|                                       | V40 D2                                                              | V40 D3                                                              | V40 D4 VEA                                                          | V40 T4                             | V40 T4 AWD                         | V40 T5 AWD                         |
| ------------------------------------- | ------------------------------------------------------------------- | ------------------------------------------------------------------- | ------------------------------------------------------------------- | ---------------------------------- | ---------------------------------- | ---------------------------------- |
| Moteur                                | Turbo Diesel 4 cylindres en ligne Injection directe à rampe commune | Turbo Diesel 5 cylindres en ligne Injection directe à rampe commune | Turbo Diesel 4 cylindres en ligne Injection directe à rampe commune | 4 cylindres en ligne Turbo Essence | 5 cylindres en ligne Turbo Essence | 4 cylindres en ligne Turbo Essence |
| Cylindrée                             | 1 560 cm3                                                           | 1 984 cm3                                                           | 1 969 cm3                                                           | 1 596 cm3                          | 1 984 cm3                          | 1 969 cm3                          |
| Puissance maxi à tr/min               | 115 ch 3 600                                                        | 150 ch 3 500                                                        | 190 ch 4 250                                                        | 180 ch 5 700                       | 180 ch 5 000                       | 245 ch 5 500                       |
| Couple maximal à tr/min               | 270 N m 1 750 à 2 500                                               | 350 N m 1 500 à 2 750                                               | 400 N m 1 750 à 2 500                                               | 240 N m 1 600 à 5 000              | 300 N m 2 700 à 4 000              | 350 N m 1 500 à 4 800              |
| Masse                                 | 1 387 kg auto: 1 433 kg                                             | 1 484 kg auto. : 1 504 kg                                           | 1 475 kg auto: 1 493 kg                                             | 1 386 kg auto: 1 425 kg            | 1 531 kg                           | 1 520 kg                           |
| Vitesse maxi (km/h)                   | 185 auto: 190                                                       | 205 auto : 200                                                      | 210 auto. : 210                                                     | 215 auto: 215                      | 210                                | 210                                |
| Accélération de 0 à 100 km/h          | 11,9 s auto:12,1 s                                                  | 9,6 s auto : 9,3 s                                                  | 7,7 s auto. : 7,5 s                                                 | 7,7 s auto : 8,5 s                 | 8,2 s                              | 6,1 s                              |
| Consommation l/100km Moyenne pondérée | 3,8 auto: 4,1                                                       | 4,4 auto : 5,2                                                      | 4,0 auto. : 4,3                                                     | 5,5 auto : 6,1                     | 8,0                                | 6,4                                |
| Emissions CO2 (g/km)                  | 99 auto. : 108                                                      | 117 auto : 137                                                      | 104 auto. : 112                                                     | 129 auto : 143                     | 187                                | 149                                |

## Phase 2 (2016 - 2019)

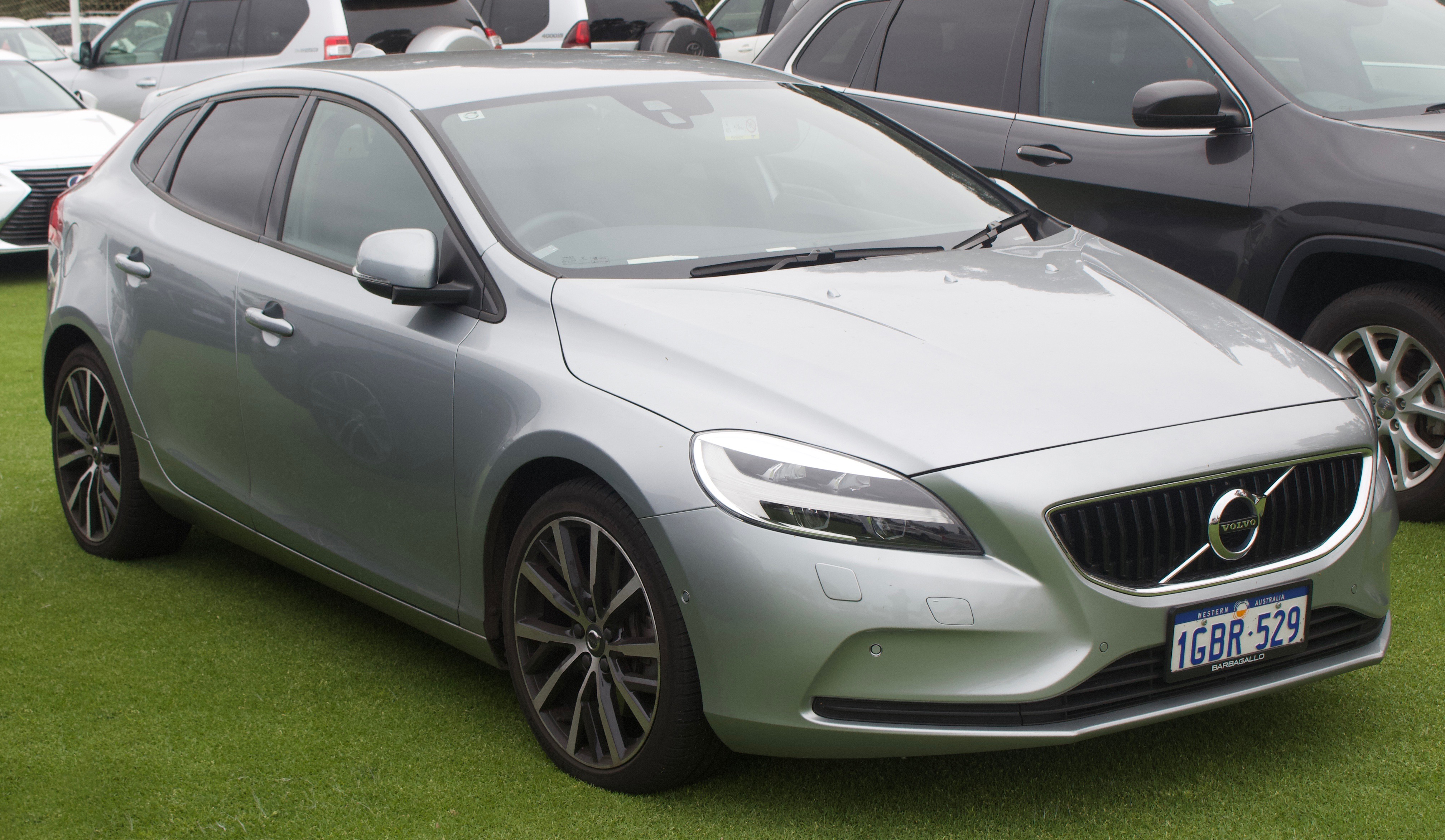
Volvo V40 II (2016 - 2019)
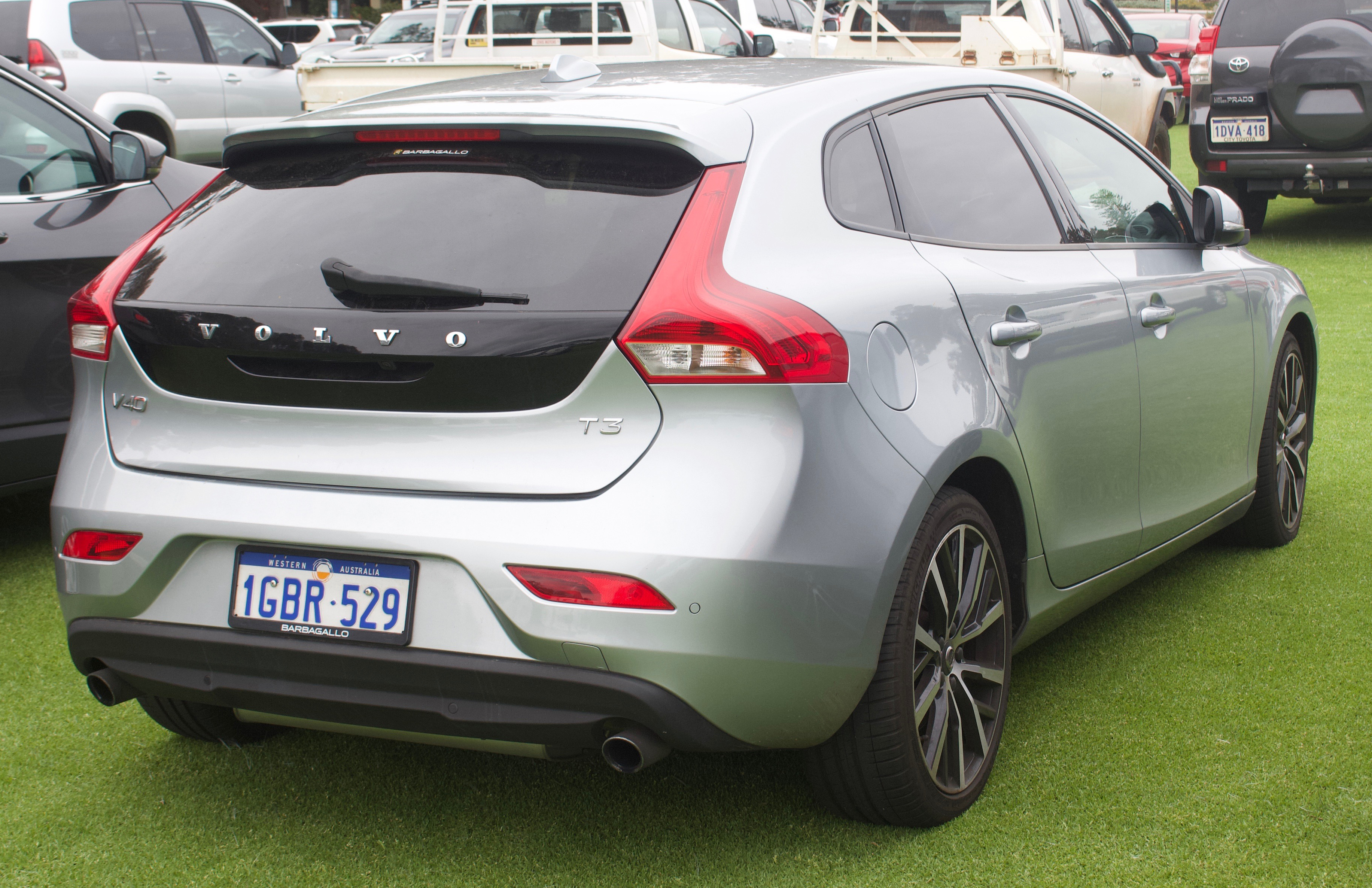
Volvo V40 II (2016 - 2019)
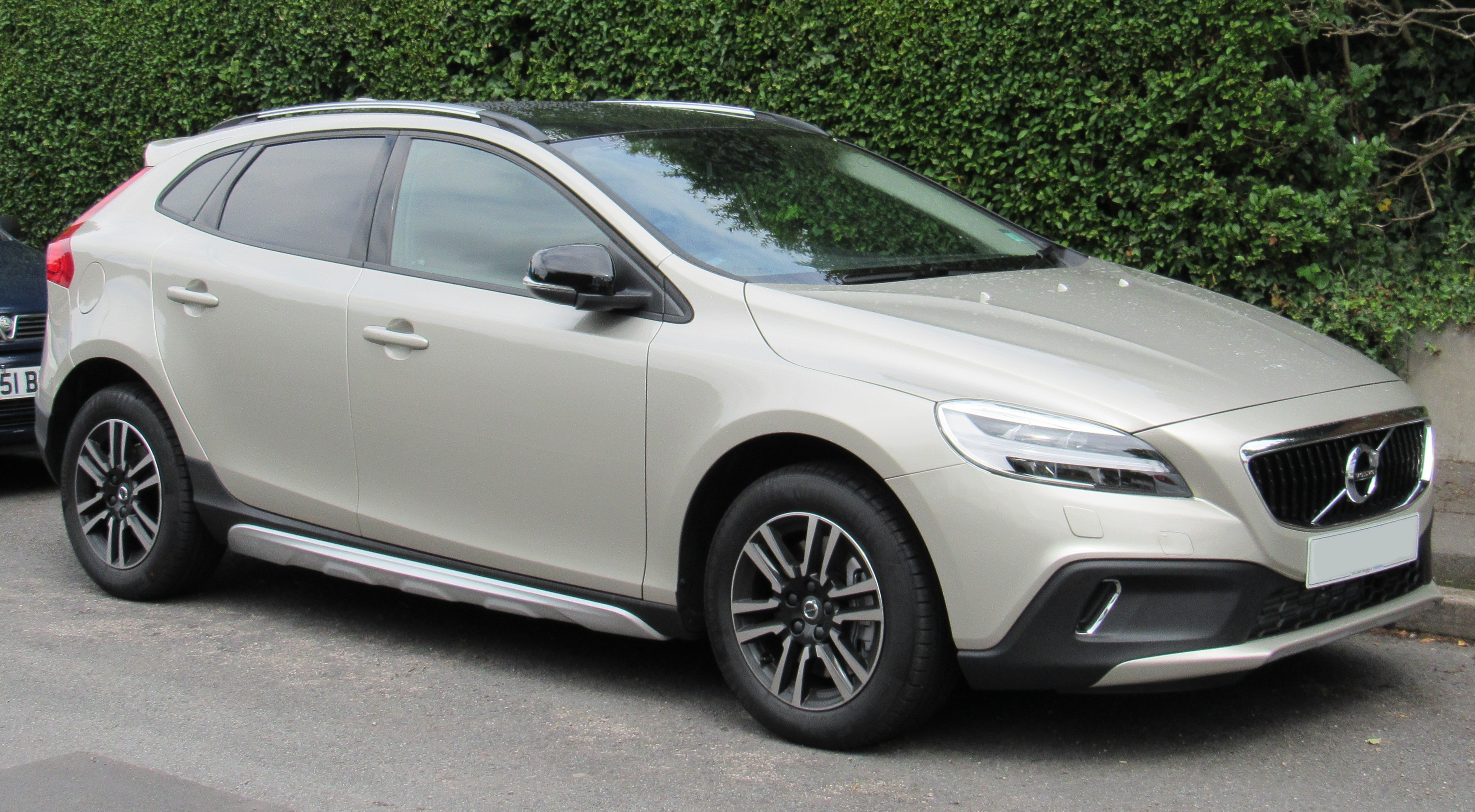
Volvo V40 Cross Country (2016 - 2019)
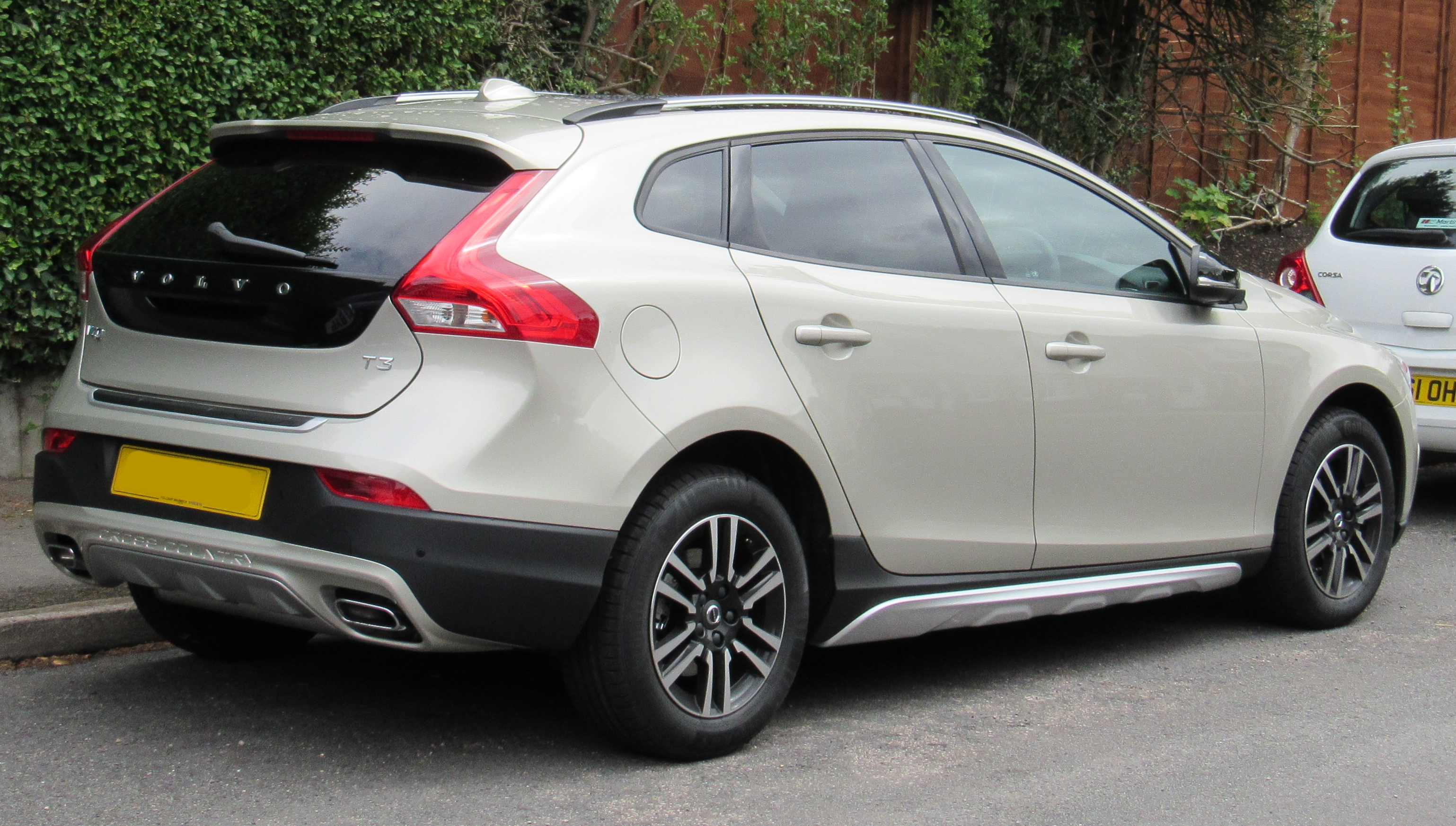
Volvo V40 Cross Country (2016 - 2019)

### Caractéristiques techniques
Les données des tableaux suivants proviennent du site officiel de Volvo.
|                | T2                                              | T3                                              | T2                                             | T3                                             | T5                                              |
| -------------- | ----------------------------------------------- | ----------------------------------------------- | ---------------------------------------------- | ---------------------------------------------- | ----------------------------------------------- |
| Carburant      | Essence                                         | Essence                                         | Essence                                        | Essence                                        | Essence                                         |
| Transmission   | Manuelle                                        | Manuelle                                        | Automatique                                    | Automatique                                    | Automatique                                     |
| Moteur         | B4204T38 L4 turbo-compressé à injection directe | B4204T37 L4 turbo-compressé à injection directe | B4154T5 L4 turbo-compressé à injection directe | B4154T4 L4 turbo-compressé à injection directe | B4204T11 L4 turbo-compressé à injection directe |
| Cylindrée      | 1 969 cm3                                       | 1 969 cm3                                       | 1 498 cm3                                      | 1 498 cm3                                      | 1 969 cm3                                       |
| Puissance max. | 122 ch (90 kW) à 5 000 tr/min                   | 152 ch (112 kW) à 5 000 tr/min                  | 122 ch (90 kW) à 5 000 tr/min                  | 152 ch (112 kW) à 5 000 tr/min                 | 245 ch (180 kW) à 5 500 tr/min                  |
| Couple max.    | 220 N m de 1 100 à 3 500 tr/min                 | 250 N m de 1 300 à 4 000 tr/min                 | 220 N m de 1 600 à 3 500 tr/min                | 250 N m de 1 700 à 4 000 tr/min                | 350 N m de 1 500 à 4 800 tr/min                 |
| Poids à vide   | 1 546 kg                                        | 1 546 kg                                        | 1 554 kg                                       | 1 554 kg                                       | 1 582 kg                                        |

|                | D2                              | D3                              | D4                              |
| -------------- | ------------------------------- | ------------------------------- | ------------------------------- |
| Carburant      | Diesel                          | Diesel                          | Diesel                          |
| Transmission   | Manuelle / Automatique          | Manuelle / Automatique          | Manuelle / Automatique          |
| Moteur         | D4204T8 L4 turbo-diesel         | D4204T9 L4 turbo-diesel         | D4204T14 L4 turbo-diesel        |
| Cylindrée      | 1 969 cm3                       | 1 969 cm3                       | 1 969 cm3                       |
| Puissance max. | 120 ch (88 kW) à 3 750 tr/min   | 150 ch (110 kW) à 3 750 tr/min  | 190 ch (140 kW) à 4 250 tr/min  |
| Couple max.    | 280 N m de 1 500 à 2 250 tr/min | 320 N m de 1 750 à 3 000 tr/min | 400 N m de 1 750 à 2 500 tr/min |
| Poids à vide   | 1 532 kg                        | 1 561 kg                        | 1 578 kg                        |